# Generalized Phrase Structure Grammar
Die Generalized Phrase Structure Grammar (GPSG) ist eine Theorie zur Beschreibung der Syntax und Semantik von natürlichen Sprachen. Sie ist eine Phrasenstrukturgrammatik (=Konstituentengrammatik) und daher keine Dependenzgrammatik. Die GPSG wurde anfangs von Gerald Gazdar in den 1970ern entwickelt. Weitere bedeutende Beiträge kamen von Ewan Klein, Ivan Sag und Geoffrey Pullum. Ihr Buch Generalized Phrase Structure Grammar, 1985 veröffentlicht, ist die zentrale Monographie über die GPSG – mit besonderem Augenmerk auf englischer Syntax.
Eines der zentralen Ziele der GPSG ist zu zeigen, dass die Syntax natürlicher Sprache durch Kontextfreie Grammatiken beschrieben werden kann. Dazu wurden einige hilfreiche Konventionen eingeführt, um solche Beschreibungen von Grammatiken für Syntaktiker zu vereinfachen. Die GPSG unterstützt syntaktische Beschreibungen durch semantische Annotationen, die dazu genutzt werden können, die Bedeutung eines Satzes von seinem Syntaxbaum errechnen zu können.
Die GPSG ist zum Teil eine Reaktion auf die Transformationsgrammatiken. Die notationellen Erweiterungen der kontextfreien Grammatiken in der GPSG sollen Transformationen redundant machen. Die meisten syntaktischen Innovationen der GPSG wurden nachfolgend in die Head-driven Phrase Structure Grammar eingearbeitet.